# Bitàcola
|  | Per a altres significats sobre diaris a la web, vegeu «bitàcola (web)». |

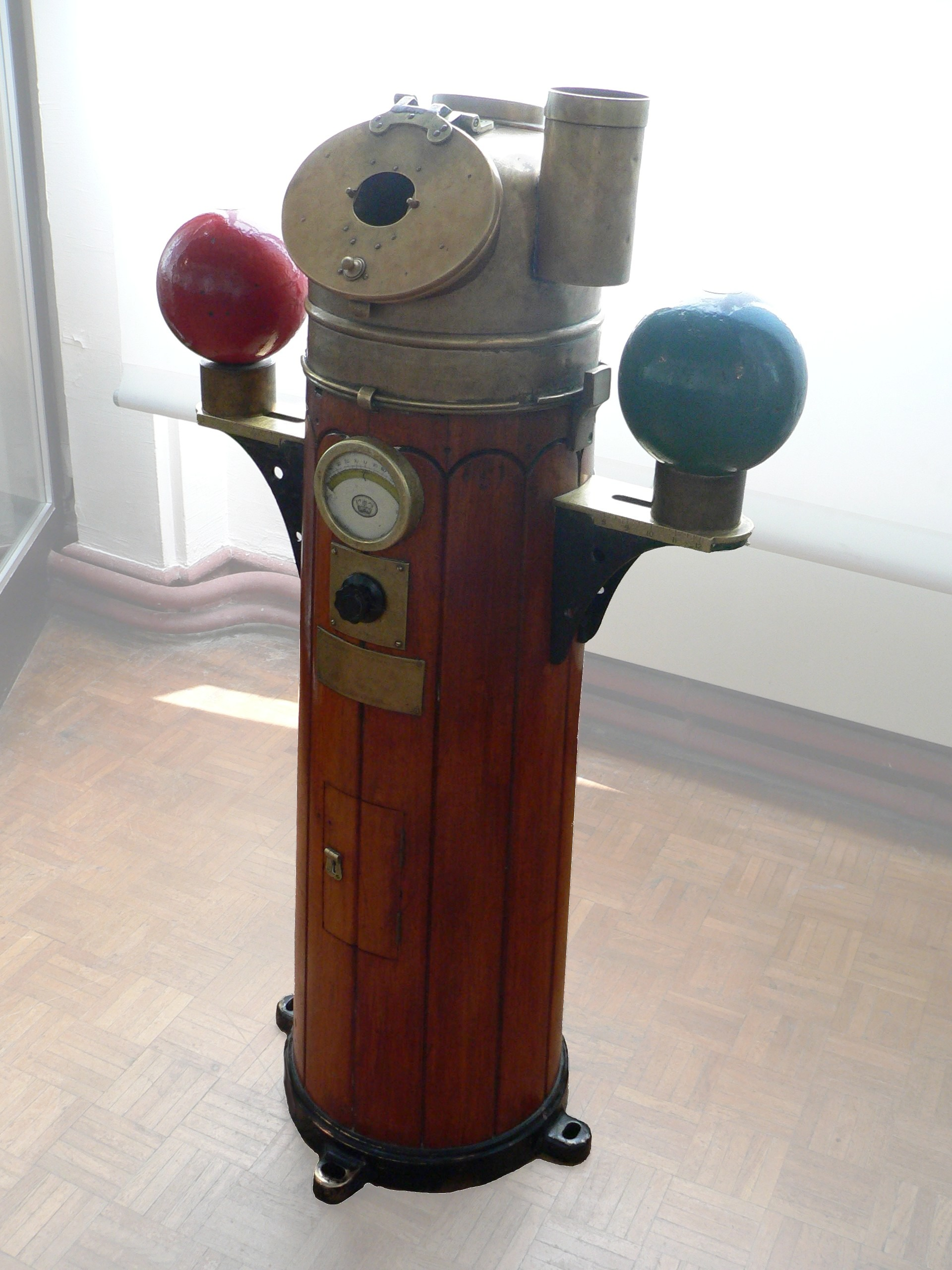
Bitàcola.

La bitàcola és un armari de forma generalment cilíndrica o prismàtica a la coberta d'un vaixell al costat de la roda del timó on va muntada l'agulla nàutica, mitjançant una junta de cardan per tal que sempre es mantingui horitzontal tot i el balanceig i el capcineig del vaixell.
A l'interior s'hi col·loquen imants i a l'exterior dues esferes de ferro dolç, per anul·lar l'acció pertorbadora produïda pel ferro de bord i fer uniforme el camp magnètic que envolta l'agulla, a fi d'aconseguir que en tot moment assenyali el nord magnètic.
La llàntia de bitàcola, en el sentit més genèric, fou molt anterior a la documentació sobre la bitàcola. Probablement el terme italià “chiesola”, el venecià “giexiola”, o l'occità “gisole”(que podrien traduir-se al català amb el terme “capelleta”) són molt més antics que el francès “habitacle” que va originar “bitacle”, “bittacle”, “binnacle”, “bitácora” i “bitàcola”.
En català està documentat “tabernacle”, amb un sentit propi i referit a un “element” situat sota la tenda d'una galera: "lo qual estia en lo tendal sobre el tabernacle per tal que hom conegue la sua galea..."
El terme francès "tabernacle" es defineix de forma semblant.

## Quadern de bitàcola
Antigament, quan els vaixells no tenien pont de comandament cobert, hom solia guardar a l'interior de la bitàcola l'anomenat quadern de bitàcola, per preservar-lo de les inclemències del temps.
Encara que en els darrers anys aquesta denominació s'ha popularitzat en sentit figurat arran de la utilització en diferents àmbits, el quadern de bitàcola s'ha utilitzat des de sempre.
A més a més, el terme quadern de bitàcola s'usa també per a designar un registre escrit de les accions que s'han dut a terme en certa feina. Aquest quadern de bitàcola inclou tots els esdeveniments que van tenir lloc durant la realització d'aquesta tasca, les pífies que s'hi van produir, els canvis que s'hi van introduir i les despeses que van ocasionar.
El quadern de bitàcola és un quadern en el qual estudiants, dissenyadors i treballadors d'empreses en general, entre d'altres, desenvolupen la feina, hi anoten qualsevol informació que considerin que pot resultar útil per a la tasca. Això no s'aplica només a qüestions laborals.

## Documents

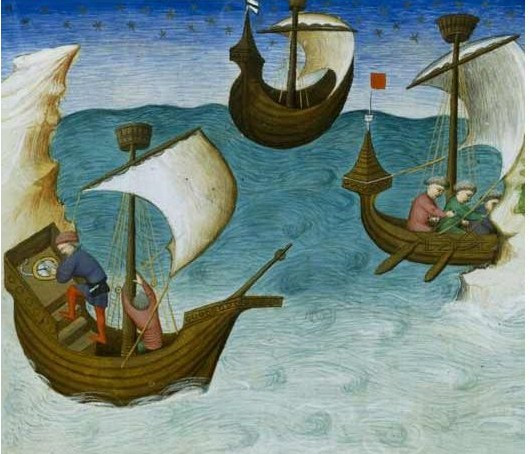
Figura 1. Manuscrit de 1404 de l'obra de John Mandeville mostrant l'ús de la brúixola en un vaixell sobre una taula de cartes.

La bitàcola és esmentada en diversos documents, en la terminologia pròpia de cada llengua. En diverses èpoques les definicions o descripcions són diferents. I diferents de les definicions modernes.

### Francès
- 1671. Les us, et coutumes de la mer: Divisées en trois parties. Estienne Cleirac.

| «                                                           | Au devant la chambre du Capitaine , au milieu de la largeur du premier tillac, & à couvert , est le Bitacle , fait comme une armaire à tenir la chandelle du quart allumée, la cloche du quart, les compas, & les horloges de sable ...Pour sortir du lieu ou chambre du bitacle, il y a deux portes une de chaque bord , entre lesquelles est le grand mast ... | » |
| — Les us, et coutumes de la mer: Divisées en trois parties. | |   |

### Italià
- L’obra L'Armata Navale, de Pantero Pantera,[8] parla de «chiesiola». Citada per Augustin Jal. Una esglesiola, església petita o capelleta descriu molt bé la forma i les funcions d’un moble tancat (habitacle) que permetia protegir els principals instruments de navegació.

| «                                       | »... una chiesiola con le sue lampade; quattro Bussole, due grande et due picciole; due Ampollette con le sue molle» // Vegeu Pantero Pantera: «molle sono pallette infilate in uno spago, che servono per tener conto delle hore, mandadosi a basso una per volta, sempre que si volta l’horologio da sabbia, come s'usa nel dir la corona» | » |
| — Ampolleta. Glossaire nautique. A.Jal. | |   |

- Diccionari de 1831.

| «                                                               | La scatola della bussola è quadrata ; nel suo interno essa presenta un segno verticale che chiamasi capo ; il raggio che vi corrisponde dev'essere esattamente paralello all' asse longitudinale della nave ; il capo è all'estremità di questo raggio dal lato dell' innanzi o della prua. Questa bussola ponesi in una custodia chiamata chiesiola, che è aperta e situata vicino al timoniere, affinchè questi possa vedere la rosa e mantenere il timone nella situazione necessaria. | » |
| — Nuovo dizionario universale tecnologico o di arti e mestieri. | |   |

- Diccionari de 1866.

| «                                           | Chiesuola , Termine marinaresco , dicesi una Specie di armadio o casotto di legno , in forma quasi di piccola cappella , dove si tiene la bussola , e nella notte si accendono lumi per regolarsi nel governare la nave. Falc. Istruz. 16 : Tiensi sopra la chiesuola del timoniere un disegno di bussola con li trenta doi venti sopra d'una tavoleita . E 17 : Il capitano deve tener un libretto nella chiesuola , o altrove , dove si deve descrivere che segue nel viaggio. | » |
| — Vocabolario degli accademici della Crusca | |   |

### Castellà
- c1540.

| «                                         | BITÁCULA es una cámara pequeña que va encima de la puente del castillo de popa, donde va el piloto y la aguja de marear y ampolletas é instrumentos del piloto. | » |
| — Espejo de navegantes. Alonso de Chaves. | |   |

- L'obra de Chaves pot consultar-se a la Biblioteca Digital Hispánica.

- 1569. «Condiciones en las que se obliga a Baptista Vázquez a hacer la popa para la Galera Real".

| «                                                                            | ...el tabernáculo sobre el que se ha de asentar el estanterol ha de ser de una tabla de nogal gruesa de cinco dedos y ancha y larga cuanto sea menester, y ha de ser de una pieça y debaxo del tabernáculo hazia popa se han de hacer dos caxones unos sobre el otro muy bien hechos y muy yguales con dos puertas muy bien labrada que los cierren los cuales han de servir para tener dentro las agujas y cartas de marear y una lámpara cuando se navega de noche... | » |
| — La Galera Real de Lepanto: Arte, propaganda y poder en la España del sXVI. | |   |

- 1848. Cartilla marítima para la instrucción de los guardias marinas. Miguel Roldán.

| «                                                                               | Se da el nombre de bitácora á un cajon ó armarió que se coloca delante de la rueda ó caña del timon para poner dentro de él una ó dos agujas náuticas , que sirven en los usos ordinarios de la navegacion... Para que los timoneles puedan ver el rumbo de noche, se pone una luz en medio de las dos agujas de bitácora, ó encima si solo se usa de una , colocándola de todos modos montada sobre dos círculos de laton con movimientos encontrados para evitar que el aceite se derrame con los balances. Modernamente se da luz á las bitácoras por debajo de la cubierta , abriendo al efecto un agujero en el sitio que corresponde ; de este modo se logra en las fragatas , navíos y corbetas de puente la oreja que la misma luz que sirve para gobernar alumbre la batería , lo que trae grandes ventajas , no siendo la menor el poder conservarla encendida constantemente á pesar de que haya mucho viento. | » |
| — Cartilla marítima para la instrucción de los guardias marinas. Miguel Roldán. | |   |

Hi ha una obra moderna que resumeix, des de 1538, nombroses grafies i definicions de l’actual «bitácora». Hi ha autors diversos: Alonso de Chaves, Eugenio de Salazar, Juan de Escalante de Mendoza, Rodrigo Zamorano, Diego García de Palacio, Lope de Vega, Bernardo de Vargas Machuca,... Es tracta del Diccionario de galicismos de los siglos XVI y XVII.

### Anglès
Des del segle 15 fins al segle 18, el terme emprat era «bittacle». En l’any 1410 constava com a «betakle» ("betakle candells"; espelmes per a bitàcola). Una referència de 1485 parla de «bitakle». Posteriorment i en l’actualitat la denominació és «binnacle».